# Araneus bicavus
Araneus bicavus är en spindelart som beskrevs av Zhu och Wang 1994. Araneus bicavus ingår i släktet Araneus och familjen hjulspindlar. Inga underarter finns listade i Catalogue of Life.